# Alicerces Mango
Adolosi Mango Paulo Alicerces, més conegut com a Alicerces Mango (Benguela, 24 de març de 1953 - Maculusso, Luanda, 1 de novembre de 1992) va ser un polític angolès, secretari general d'UNITA.

## Biografia
Va fer estudis primaris i secundaris a Luanda. El 1974 fou cridat a files per incorporar-se a la Tropa Colonial Portuguesa; després d'estripar la bandera portuguesa, va desertar amb altres companys de regiment de Huambo fins a Massivi, on era la base central d'UNITA. Allí va obtenir el grau d'alferes i fou nomenat instructor polític i militar. El 1975 fou ascendit a tinent i va participar en els combats del front de Luso-Moxico. Després de la presa de Luso fou nomenat comandant político-militar de-Chicala-Moxico. Poc després fou ascendit a capità.
El 1976 va integrar l'anomenada marxa llarga que van fer els militants d'UNITA que abandonaren les ciutats per amagar-se als boscos de l'interior. La marxa fou dirigida pel cap d'UNITA Jonas Savimbi, Samuel Chiwale i Ernesto Mulato. En gener de 1977 fou nomenat segon comandant del Sector 2, i en octubre del mateix any fou enviat a Kinshasa a curar-se d'una flebitis a la cama. Allí va participar en la mobilització de les joventuts del partit i el 1980 tornà a la base de Jamba. El 1981 fou promogut a major, el 1983 a tinent coronel i president de l'ECKK-Centro de Estudos Comandante Kapessi Kafundanga. El propi Savimbi el va promoure a coronel el 1984.
El 1987 fou nomenat Representant d'UNITA a la República Federal d'Alemanya, i un dels principals diplomàtics del partit a Àfrica, Amèrica i Europa. El 1989 fou nomenat responsable d'afers estrangers d'UNITA, en qualitat del qual l'u de maig de 1990 fou nomenat representant del partit a Portugal, on formà part del grup que negocià els acords de Bicesse.
Em 1991 fou nomenat secretari general del partit, i en aquesta qualitat participà activament en la campanya electoral d'UNITA a les eleccions generals d'Angola de 1992. Savimbi va declarar que havien estat fraudulentes i amenaçà amb tornar a la guerra. Això va provocar una espiral de violència a la ciutat de Luanda que culminà amb l'anomenada massacre de Halloween, en la que foren assassinats nombrosos dirigents d'UNITA i del FNLA, entre ells el propi Alicerces Mango, Jeremias Chitunda i Elias Salupeto Pena.